# Caspar von Eickstedt (Landrat)
Caspar von Eickstedt (* 2. Juni 1602; † 3. August 1632 oder 2. Dezember 1632 bei Leipzig) war Landrat im Herzogtum Pommern.

## Leben
Caspar von Eickstedt war ein Sohn des Vivigenz von Eickstedt (1559–1623), Erbkämmerer im Herzogtum Pommern-Stettin, aus dessen zweiter Ehe mit Euphemia von Eickstedt († 1606). Er besuchte das Pädagogium in Stettin. Ab 1618, zu Beginn des Dreißigjährigen Kriegs, studierte er an der Universität Heidelberg. 1621 unternahm er Reisen durch die Niederlande, Frankreich und England. Wegen der Schließung der Universität Heidelberg ging er an die Universität Frankfurt (Oder). Zwischen 1621 und 1623 wurde er Kornett in der Leibkompanie des Herzogs Christian von Braunschweig-Wolfenbüttel und kämpfte unter anderem bei Bergen op Zoom.
Nach dem Tod seines Vaters ging er nach Pommern, um die Erbangelegenheiten zu regeln und sich für die Fortsetzung seines Kriegsdienstes auszustatten. Wegen der vernichtenden Niederlage Christians von Braunschweig in der Schlacht bei Stadtlohn zerschlugen sich die Pläne zur Rückkehr in dessen Heer. Er diente daher als Leutnant in einem der in Pommern aufgestellten militärischen Kontingente unter Jürgen von Heyden. 1626 wurde er zum ritterschaftlichen Landrat ernannt.
Nach der Besetzung Pommerns durch kaiserliche Truppen lehnte er als Protestant verschiedene Angebote ab, in deren Militärdienst zu treten. Er schloss sich zeitweise den in Pommern gelandeten schwedischen Truppen unter König Gustav II. Adolf an. Auf einer Reise in Landesangelegenheiten zum schwedischen König wurde er 1632 in der Nähe von Leipzig von Unbekannten erschossen. Am 14. Dezember 1632 wurde er in Koblentz beigesetzt.
Caspar von Eickstedt war Herr auf Koblentz, Tantow, Krugsdorf, Rothenklempenow, Hohenholz und Radekow.
Er war verheiratet mit Esther von Wedell († 27. Oktober 1629), Tochter des Lupold von Wedell auf Kremptzow und der Anna von Eickstedt. Die beiden hatten zwei im Kindesalter verstorbene Töchter und einen Sohn († 1632), bei dessen Geburt seine Frau starb.